# 불설장수멸죄호제동자경 (보물 제701호)
불설장수멸죄호제동자경(佛說長壽滅罪護諸童子經)은 서울특별시 용산구 한남동 삼성미술관 리움에 있는, 고려 우왕 4년(1378)에 만들어진 목판본 불경이다. 1981년 3월 18일 대한민국의 보물 제701호로 지정되었다.

## 개요
불설장수멸죄호제동자경(佛說長壽滅罪護諸童子經)은 부처의 힘을 빌리거나 수행을 통해서 모든 죄악을 없애고, 장수하는 법에 대한 가르침을 적은 경전이다.
이 책은 닥종이에 찍은 목판본으로 병풍처럼 펼쳐서 볼 수 있는 형태이며, 접었을 때의 크기는 세로 32cm, 가로 11.3cm이다. 제1장과 제2장의 일부분이 없어진 것을 제외하면 상태는 완전한 편이다.
책의 첫머리에는 불경의 내용을 요약하여 묘사한 변상도(變相圖)가 정교하게 그려져 있다. 책 끝에는 간행에 관계된 사람의 이름과 무오(戊午) 5월에 다시 간행했다는 기록이 있으나 정확한 연대를 확인할 수는 없다.
글자의 새김이나 종이질, 인쇄상태로 미루어 보아 고려 우왕 4년(1378)에 간행된 것으로 추정되며, 정교하게 그려진 변상도는 판화사 연구에 중요한 자료로 평가된다.

## 같이 보기
- 불설장수멸죄호제동자경 : 단양 구인사 소장 (충청북도 유형문화재 제303호)

## 참고 자료
- 불설장수멸죄호제동자경 - 국가유산청 국가유산포털